# Controllo lineare quadratico gaussiano
Il controllo lineare quadratico gaussiano (Linear Quadratic Gaussian, LQG) è un compensatore dinamico ottimo capace di recuperare la stessa funzione di trasferimento di un sistema di controllo osservabile per un sistema non osservabile. Tale sistema di controllo ottimo è basato su un controllore ottimo e un filtro ottimo, il primo sintetizzato tramite regolatore lineare quadratico (LQR) il secondo tramite loop transfer recovery (LTR).

## Il problema
Con riferimento al controllo LQR si può avere una robustezza intrinseca forte, che garantisce una specifica di prestazione sulla sensibilità del controllo che scende di 20db/dec in alta frequenza. Ciò vale se il sistema è osservabile, cioè se lo stato del sistema è tutto fornito in uscita: in tal caso la matrice di trasferimento del sistema vista tagliando tra il regolatore e il processo risulta:
```

  

    

      

        

          

            
U

            

              
0

            

          

          
=

          

            
K

            

              
o

              
p

              
t

            

          

        

        
(

        
j

        
ω

        

          
I

          
−

          
A

          

            
)

            

              
−

              
1

            

          

          
B

        

      

    

    
{\displaystyle \mathbf {U_{0}=K_{opt}} (j\omega \mathbf {I-A)^{-1}B} }

  

```

dove j rappresenta l'unità immaginaria, ω è la pulsazione del sistema, I è la matrice identica, il -1 denota l'inversione di matrice, A e B sono le matrici che descrivono il sistema dinamico lineare stazionario e Kopt è la matrice ricavata dall'algoritmo del controllo LQR.
Se invece lo stato è solo rilevabile allora occorre inserire un osservatore dello stato:
```

  

    

      

        

          

            

              
d

              

                

                  

                    
x

                    
~

                  

                

              

            

            

              
d

              
t

            

          

        

        
=

        

          
(

          
A

          
+

          
V

          
C

          
+

          
B

          

            
K

            

              
o

              
p

              
t

            

          

          
)

          

            

              

                
x

                
~

              

            

          

          
+

          
V

          
y

          

        

      

    

    
{\displaystyle {\frac {d\mathbf {\tilde {x}} }{dt}}=\mathbf {(A+VC+BK_{opt}){\tilde {x}}+Vy\,} }

  

```

dove {\displaystyle \mathbf {\tilde {x}} } è lo stato stimato, y il vettore delle uscite e C la matrice che lega y allo stato.
Quindi si modifica la funzione di trasferimento divenendo:
```

  

    

      

        

          

            
U

            

              
0

            

          

          
=

          

            
K

            

              
o

              
p

              
t

            

          

        

        
(

        
j

        
ω

        

          
I

          
−

          
A

          
−

          
V

          
C

          
−

          
B

          

            
K

            

              
o

              
p

              
t

            

          

          

            
)

            

              
−

              
1

            

          

          
V

          
C

        

        
(

        
j

        
ω

        

          
I

          
−

          
A

          

            
)

            

              
−

              
1

            

          

          
B

          

        

      

    

    
{\displaystyle \mathbf {U_{0}=K_{opt}} (j\omega \mathbf {I-A-VC-BK_{opt})^{-1}VC} (j\omega \mathbf {I-A)^{-1}B\,} }

  

```

sfruttando LTR si riesce ad ottenere la stessa prestazione del caso osservabile, recuperando così la robustezza intrinseca garantita per il sistema osservabile controllato in LQR.